# Král Oidipus
Král Oidipus je stará antická tragédie (kolem roku 429 př. n. l.), jejímž autorem je Sofoklés. Obsahově se jedná o první díl "Thébské trilogie", příběh pokračuje tragédiemi Oidipus na Kolónu a Antigona. Když ale Sofoklés psal "Thébskou trilogii", postupoval v jiném pořadí. Podle stáří děl je tedy Král Oidipus druhé nejstarší dílo (nejstarší je Antigona, nejmladší Oidipus na Kolónu).
Hlavní hrdina je thébský král Oidipús. Příběh se odehrává v Thébách ve starověkém Řecku a probíhá prostřednictvím dialogů mezi králem Oidipem a jeho poddanými nebo příbuznými. Některé postavy (Kreón, Teiresiás) jsou společné i pro další části "Thébské trilogie".

## Děj
Věštba králi Láiovi určí, že ho usmrtí jeho vlastní syn a ten se poté ožení s jeho manželkou, svou matkou. Proto, když se mu syn narodí, přikáže, aby mu probodli nohy a pohodili ho v lese na hoře Kithariónu. Otrok, který má tento čin provést, k němu ale nenajde sílu a odnese dítě pastýři korintského krále. Král Polybos nemá vlastní děti, a tak přijme dítě za své. Dá mu jméno Oidipús (doslova opuchlá noha) a vychovává ho, aniž by mu cokoliv o jeho původu řekl. Oidipús se však jednoho dne něco o svém původu dozví a rozhodne se jít do delfské věštírny, aby zjistil pravdu o svých rodičích. Dozví se, co je mu věštěno, a aby se věštbě vyhnul, opustí své domnělé rodiče a vydá se do Théb. Cestou při potyčce nešťastnou náhodou zabije svého otce Laia, aniž by samozřejmě věděl, že je to jeho otec. Poté se mu podaří nedaleko Théb rozluštit záhadu Sfingy a osvobodí tak město od této nestvůry, která je sužovala. Jako odměnu za tento čin dostane královský trůn a ruku nedávno ovdovělé královny Iokasty – své matky; Oidipús však neví, že je to jeho pravá matka. Po několika letech postihne Théby obrovský mor. Oidipús zjistí, že mor bude trvat, dokud bude žít vrah krále Láia, proto začne po vrahovi pátrat. Věštec Teirésiás mu naznačí pravdu, ale Oidipús jej v hádce vyhostí z paláce. Myslí si, že všechno přichystal jeho švagr Kreón, protože se chce zmocnit trůnu, proto se pohádá i s Kreóntem. Po dalším pátrání zjišťuje, že vrahem je zřejmě on sám. Když vyslýchá muže, který viděl Láiovu vraždu, přijde do paláce pastýř. Ten přináší zprávu o Polybově smrti a možnosti nástupu Oidipa na trůn. Oidipús mu však vysvětlí, že má kvůli dávné věštbě z návratu strach. Pastevec mu proto prozradí tajemství jeho původu – řekne mu, že ho jako zraněné, k smrti odsouzené dítě dostal od Láiova otroka a dal k vychování králi Polybovi. Tak se Oidipús dozvídá celou pravdu o věštbě a o tom, že se už naplnila. Jeho matka a manželka Iokasté se ve svém pokoji oběsí a Oidipús se oslepí, aby neviděl následky své kletby. Usmíří se s Kreóntem a za nějaký čas odejde z Théb.